# Bergenblad & Jonsson Orgelbyggeri
Bergenblad & Jonsson Orgelbyggeri AB, tidigare Nye Orgelbyggeri, är en orgelverkstad och företag som grundades 1988 i Farstorp av Åke Bergenblad. Han tog över en verkstad startad av Nils-Olof Berg grundad 1969. Företaget drivs tillsammans med Mats Jonsson sedan 1999.
Företag har idag sex anställda.

## Ägare
- 1969–1988 - Nils-Olof Berg
- 1988–1999 - Åke Bergenblad
- 1999–2019 - Åke Bergenblad och Mats Jonsson

## Orglar
| År   | Ursprunglig kyrka           | Stift      | Bild | Manualer | Pedal        | Stämmor | Bevarad orgel/fasad | Övrigt                                                    |
| ---- | --------------------------- | ---------- | ---- | -------- | ------------ | ------- | ------------------- | --------------------------------------------------------- |
| 1970 | Hägerstens missionskyrka    |            |      | 2        | Självständig | 10      | Ja/Ja               | Mekanisk orgel.                                           |
| 1972 | Ekenässjöns kyrka           | Växjö      |      | 1        | Självständig | 6       | Ja/Ja               | Mekanisk orgel.                                           |
| 1972 | Oskars kyrka                | Växjö      |      | 1        | Självständig | 9       | Ja/Ja               | Mekanisk orgel.                                           |
| 1975 | Ramkvilla kyrka             | Växjö      |      | 2        | Självständig | 13      | Ja/Ja               | Mekanisk orgel.                                           |
| 1976 | Nye kyrka                   | Växjö      |      | 1        | -            | 3       | Ja/Ja               | Mekanisk orgel.                                           |
| 1976 | Ankarsrums kyrka            | Linköpings |      | 2        | Självständig | 12      | Ja/Ja               | Mekanisk orgel.                                           |
| 1976 | Teleborgs kyrka             | Växjö      |      | 2        | Självständig | 12      | Ja/Ja               | Mekanisk orgel.                                           |
| 1977 | Norra Åsarps kyrka          | Skara      |      | 3        | Självständig | 21      | Ja/Ja               | Mekanisk orgel.                                           |
| 1978 | Lönneberga kyrka            | Linköpings |      | 1        | Självständig | 8       | Ja/Ja               | Mekanisk orgel.                                           |
| 1978 | Bredsättra kyrka            | Växjö      |      | 1        | Självständig | 7       | Ja/Ja               | Mekanisk kororgel.                                        |
| 1979 | Valsätrakyrkan              |            |      | 1        | Bihängd      | 7       | Ja/Ja               | Mekanisk orgel.                                           |
| 1980 | Stockaryds kyrka            | Växjö      |      | 2        | Självständig | 18      | Ja/Ja               | Mekanisk orgel.                                           |
| 1981 | Missionskyrkan, Österbybruk |            |      | 1        | Självständig | 7       | Ja/Ja               | Mekanisk orgel.                                           |
| 1981 | Gullringens församlingshem  | Linköpings |      | 1        | -            | 3       | Ja/Ja               | Mekanisk orgel. Flyttades 1988 till Djursdala kyrkas kor. |
| 1981 | Alseda kyrka                | Växjö      |      | 3        | Självständig | 26      | Ja/Ja               | Mekanisk orgel.                                           |
| 1982 | Vetlanda missionskyrka      |            |      | 2        | Självständig | 15      | Ja/Ja               | Mekanisk orgel.                                           |
| 1982 | Norra Ljunga kyrka          | Växjö      |      | 2        | Självständig | 12      | Ja/Ja               | Mekanisk orgel.                                           |
| 1983 | Näshults kyrka              | Växjö      |      | 2        | Självständig | 13      | Ja/Ja               | Mekanisk orgel.                                           |
| 1983 | Tärby kyrka                 | Skara      |      | 1        | Självständig | 9       | Ja/Ja               | Mekanisk orgel.                                           |
| 1983 | Åbylundskyrkan              |            |      | 1        | Självständig | 8       | Ja/Ja               | Mekanisk orgel.                                           |
| 1985 | Högsäters kyrka             | Karlstad   |      | 2        | Självständig | 18      | Ja/Ja               | Mekanisk kororgel. Fasaden ritad av Jerk Alton, Kumla.    |
| 1985 | Missionskyrkan, Uppsala     |            |      | 2        | Självständig | 21      | Ja/Ja               | Mekanisk orgel. Fasaden ritad av Ulf Oldaeus.             |
| 1985 | Ökna kyrka                  | Växjö      |      | 1        | Bihängd      | 9       | Ja/Ja               | Mekanisk orgel.                                           |
| 1987 | Avesta kyrka                | Västerås   |      | 2        | Självständig | 10      | Ja/Ja               | Mekanisk kororgel. Fasaden ritad av Ulf Oldaeus.          |
| 1987 | Virserums kyrka             | Linköpings |      | 2        | Självständig | 10      | Ja/Ja               | Mekanisk kororgel. Fasaden är ritad av Ulf Oldaeus.       |
| 1988 | Stenberga kyrka             | Växjö      |      | 1        | Bihängd      | 8       | Ja/Ja               | Mekanisk orgel. Fasaden är ritad av Ulf Oldaeus.          |
| 1988 | Stockaryds kyrka            | Växjö      |      | 1        | Självständig | 8       | Ja/Ja               | Mekanisk kororgel.                                        |
| 1989 | Boo kyrka                   | Stockholm  |      | 2        | Självständig | 25      | Ja/Ja               | Mekanisk orgel.                                           |
| 1990 | tungelsta kyrka             | Stockholm  |      | 2        | Självständig | 11      | Ja/Ja               | Mekanisk orgel.                                           |
| 1991 | Östuna kyrka                | Uppsala    |      | 1        | Självständig | 10      | Ja/Ja               | Mekanisk orgel. Fasad från 1769 års orgel.                |

- 1995 - Tingstäde kyrka
- 1998 - Gustav Adolfs kyrka, Habo kommun
- 2004 - Bringetofta kyrka
- 2005 - Vadstena klosterkyrka
- 2009 - Öjaby kyrka
- 2020 - Bromma kyrka, Stockholm

### Renoverade
| År   | Ursprunglig kyrka   | Stift      | Bild | Manualer | Pedal        | Stämmor | Bevarad orgel/fasad | Övrigt |
| ---- | ------------------- | ---------- | ---- | -------- | ------------ | ------- | ------------------- | --- |
| 1964 | Skoklosters kyrka   | Uppsala    |      | 2        | -            | 9       | Ja/Ja               | Restaurering tillsammans med Mads Kjersgaard, Uppsala.                                                                      |
| 1968 | Nye kyrka           | Växjö      |      | 1        | Bihängd      | 10      | Ja/Ja               | Renovering. Fick nytt bälgverk 1987 av Nils-Olof Berg.                                                                      |
| 1969 | Yllestads kyrka     | Skara      |      | 1        | Självständig | 10      | Ja/Ja               | Renovering och omdisponering.                                                                                               |
| 1972 | Horns kyrka         | Skara      |      | 1        | Bihängd      | 6       | Ja/Ja               | Renovering. |
| 1973 | Maglarps kyrka      | Lunds      |      | 1        | Bihängd      | 8       | Ja/Ja               | Renovering. |
| 1973 | Locknevi kyrka      | Linköpings |      | 2        | Självständig | 16      | Ja/Ja               | Byggd ute orgeln med ryggpositiv och självständig pedal.                                                                    |
| 1974 | Hallingebergs kyrka | Linköpings |      | 2        | Självständig | 18      | Ja/Ja               | Omändrad. |
| 1975 | Linderås kyrka      | Linköpings |      | 2        | Bihängd      | 19      | Ja/Ja               | Renovering. |
| 1976 | Edshults kyrka      | Linköpings |      | 1        | Bihängd      | 3       | Ja/Ja               | Renovering. |
| 1976 | Öjaby kyrka         | Växjö      |      | 2        | Självständig | 14      | Ja/Ja               | Omändrade och byggde en ny fasad 1976 till en orgel byggd 1955 av Olof Hammarberg på Hammarbergs Orgelbyggeri AB, Göteborg. |
| 1979 | Åkerby kyrka        | Uppsala    |      | 1        | Bihängd      | 6       | Ja/Ja               | Renovering. |
| 1981 | Dimbo kyrka         | Skara      |      | 1        | Självständig | 10      | Ja/Ja               | Renovering och omdisponering.                                                                                               |
| 1982 | Karlstorps kyrka    | Växjö      |      | 1        | Bihängd      | 11      | Ja/Ja               | Renovering. |
| 1983 | Djurö kyrka         | Stockholm  |      | 1        | Självständig | 10      | Ja/Ja               | Renovering. |
| 1988 | Djursdala kyrka     | Linköpings |      | 1        | Bihängd      | 9       | Ja/Ja               | Renovering. |